# Pier Luigi Nicoli
Pier Luigi Nicoli (Aarau, 6 aprile 1966) è un ex calciatore italiano, di ruolo difensore.

## Carriera
Ha giocato in Serie A con le maglie di Foggia e Udinese. Inoltre ha giocato per Brescia, ChievoVerona, Catania e Padova. Termina la sua carriera al Darfo Boario nel 2005 in Eccellenza.

## Palmarès
- Campionato italiano Serie C1: 1

Brescia: 1984-1985
- Campionato italiano Serie C2: 1

Chievo: 1988-1989